# 恩科萨扎娜·德拉米尼-祖马
恩科薩扎娜·克拉麗絲·德拉米尼-祖馬（1949年1月27日—）是一位南非女性反种族隔离活动家与政治家。1994年至1999年在总统纳尔逊·曼德拉内阁中担任卫生部长，1999年至2009年担任外交部长，之后担任内政部长。
2012年7月15日，她在埃塞俄比亚首都亚的斯亚贝巴举行的第19届非洲联盟首脑会议上獲选为新一任非洲联盟委员会主席，成为非盟首位女性领导人。

## 早年
她生于納塔爾省的祖鲁人家庭，是家中8个孩子中最大的。1971年进入祖魯蘭大學学习动物学与植物学，并获得学士学位。之后进入纳塔尔大学学习医学。
在1970年代初期，她就成为非洲人国民大会（当时是被禁组织）的地下活动成员。同时她也是南非学生组织（通过政治活动反抗种族隔离的学生组织）的成员，并于1976年被选为副主席。 
1976年她流亡国外，并于1978年在布里斯托大學完成了医学课程。后来在斯威士兰的姆巴巴纳政府医院工作，在那里她遇到了未来的丈夫——其後成為南非總統的雅各布·祖马。1985年，她返回英国在利物浦大学的热带医学院获得儿童保健文凭。之后，她在英国的非政府组织——衛生與難民基金會（The Health And Refugee Trust）內任職。

## 政治事业
1994年5月10日至1999年6月14日任南非卫生部长；1999年6月14日至2009年5月10日任南非外交部长；2009年5月10日至2012年7月任南非内政部长。
2012年7月15日晚，她以37票比14票的结果，击败了寻求连任的让·平当选非盟委员会新一任主席。她表示将改革非盟，以提高它在处理地区冲突问题时的领导能力。

## 个人生活
她前夫是雅各布·祖马，两人生育了四个子女：Msholozi（1982年生）、Gugulethu（1985年生）、Thuli（Nokuthula Nomaqhawe，1987年生）以及Thuthu（Thuthukile Xolile Nomonde，1988年生）。两人于1998年6月离婚。

## 荣誉
- 纳塔尔大学荣誉法学博士，1995年
- 布里斯托大學大学荣誉法学博士，1996年

## 外部連結
- Die Veteranin （页面存档备份，存于） – Porträt bei faz.net, 16. Juli 2012
- Eintrag （页面存档备份，存于） im Who’s Who Southern Africa (englisch)

| 前任： 让·平 | 非洲联盟委员会主席 2012年－2017年 | 繼任： 穆萨·法基 |